# متحف آزوف للتاريخ وعلم الآثار والحفريات
متحف آزوف للتاريخ وعلم الآثار والحفريات، يقع في مدينة آزوف في روستوف أوبلاست. واحدة من أكبر المتاحف في جنوب روسيا ، لديها أغنى مجموعة من الحفريات في جنوب روسيا. أُنشِئ المتحف في 17 مايو 1917 من طرف ميخائيل أرونوفيتش ماكاروفسكي. يضم المتحف 168 موظفاً من بينهم 29 حاصلاً على شهادة جامعية ويقومون ببحوث علمية وينشر عملهم في مجلات علمية.

## تاريخ
يقع الجزء الأكبر من المتحف في المبنى المكون من ثلاثة طوابق الذي بُنِي في عام 1892 والذي ينتمي إلى المجلس البلدي السابق، وهناك 22 غرفة. عُرِض أول معرض للمتحف في مايو 1917 بفضل جهود ميخائيل أرونوفيتش مكاروفسكي وأعضاء المجتمع المحلي الذين تبرعوا للمتحف (بالعملات القديمة والطوابع وطلقات البنادق). ومع ذلك، في وقت قريب، خلال الحرب الأهلية الروسية، دُمِّر المتحف. في عام 1937، أعيد فتح المتحف للمرة الثانية، ولكن سرعان ما ضاعت مجموعته بسبب احتلال المدينة من قبل القوات الألمانية خلال الحرب العالمية الثانية. بعد الحرب، حاول السكان المحليون إحياء المتحف، لكنهم لم ينجحوا حتى عام 1960. 

## صور

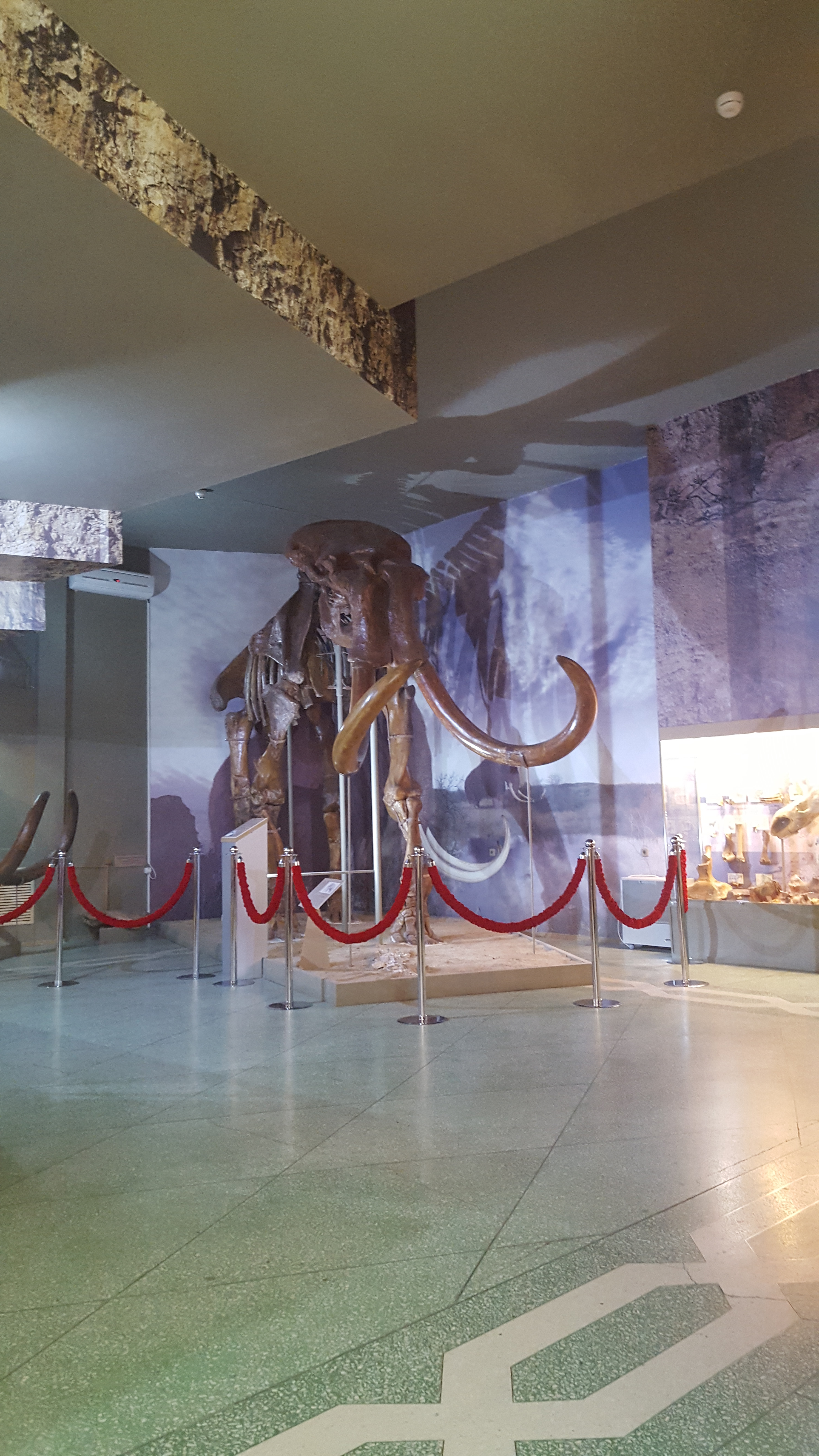
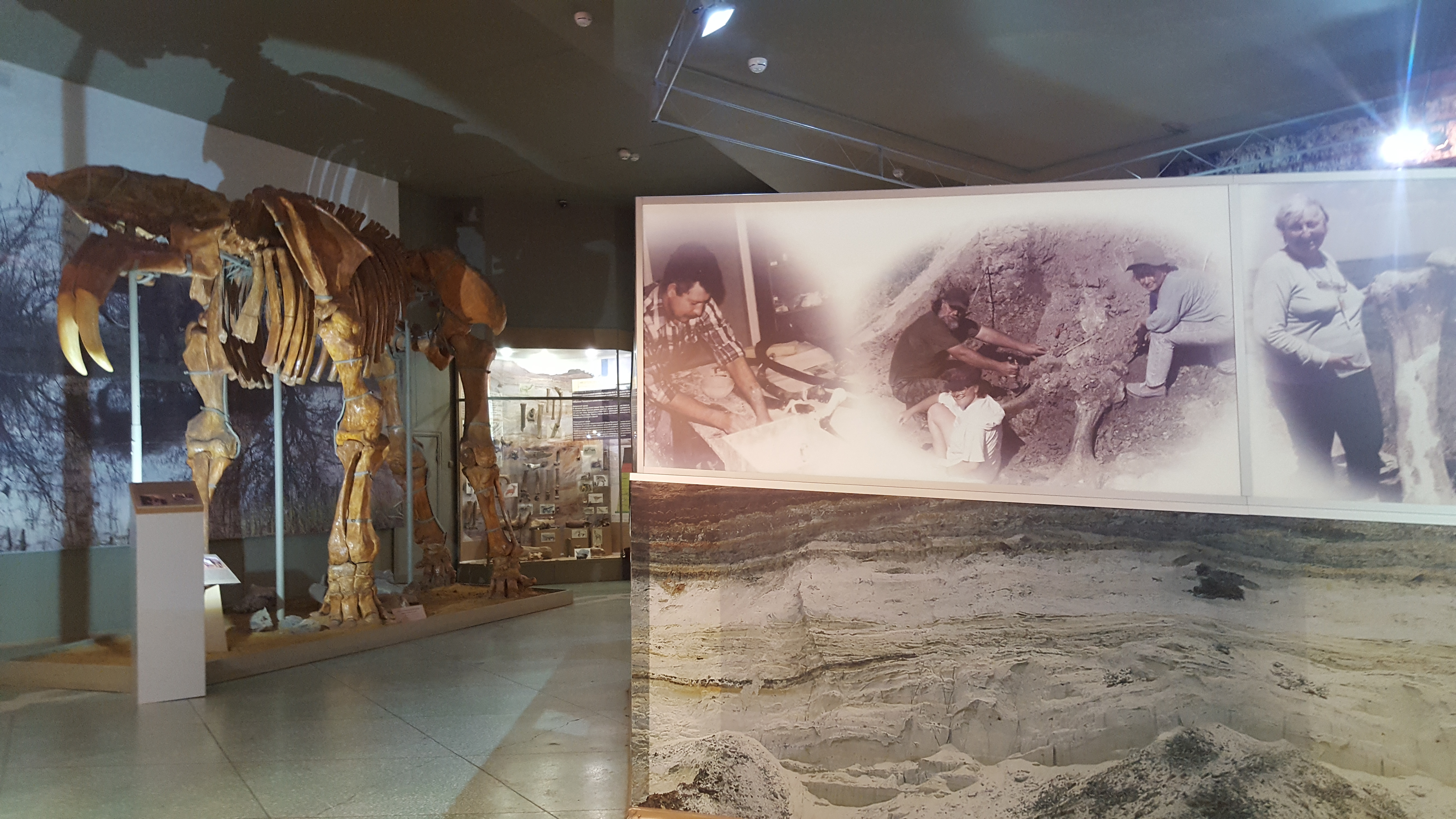
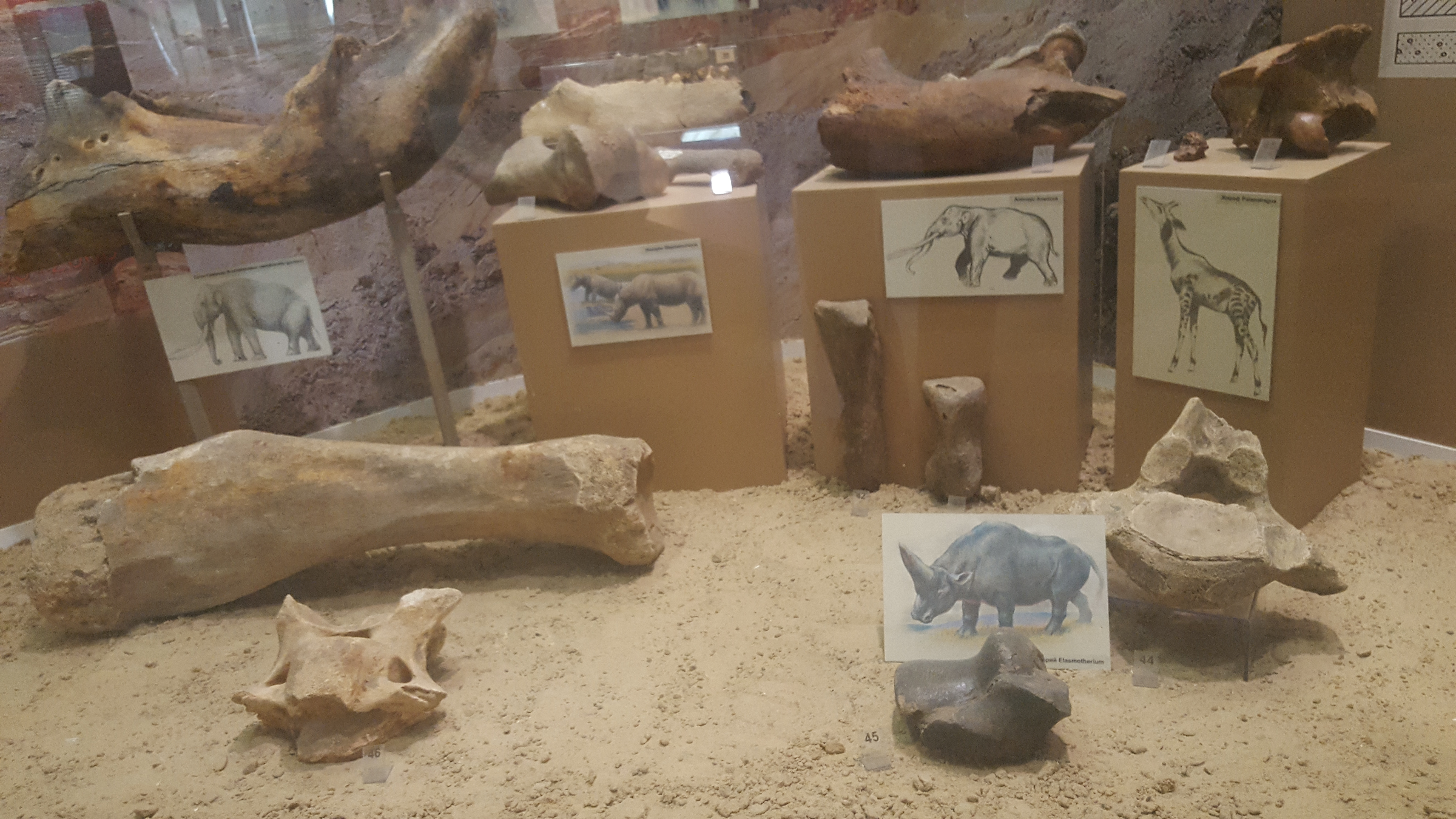
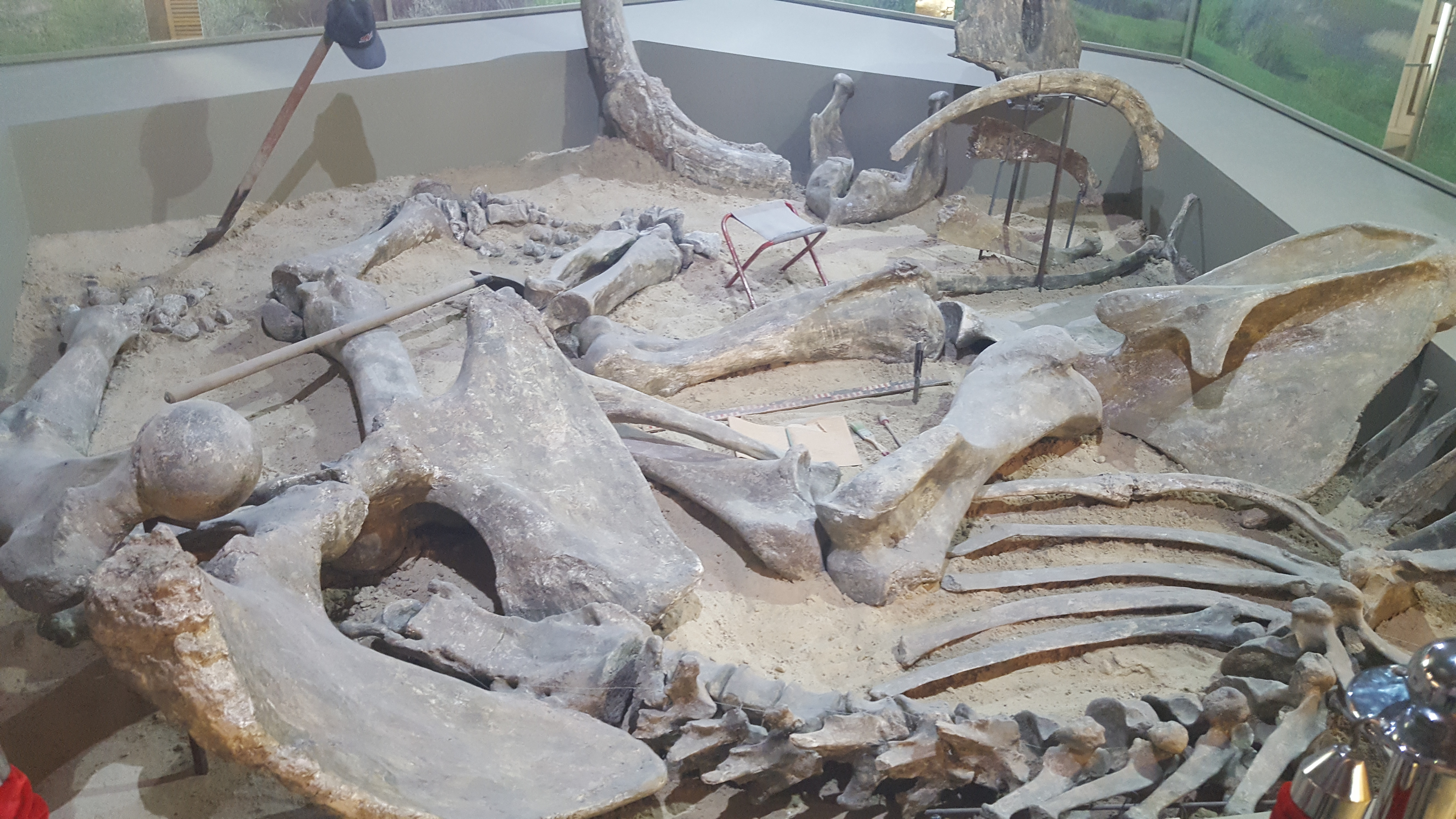
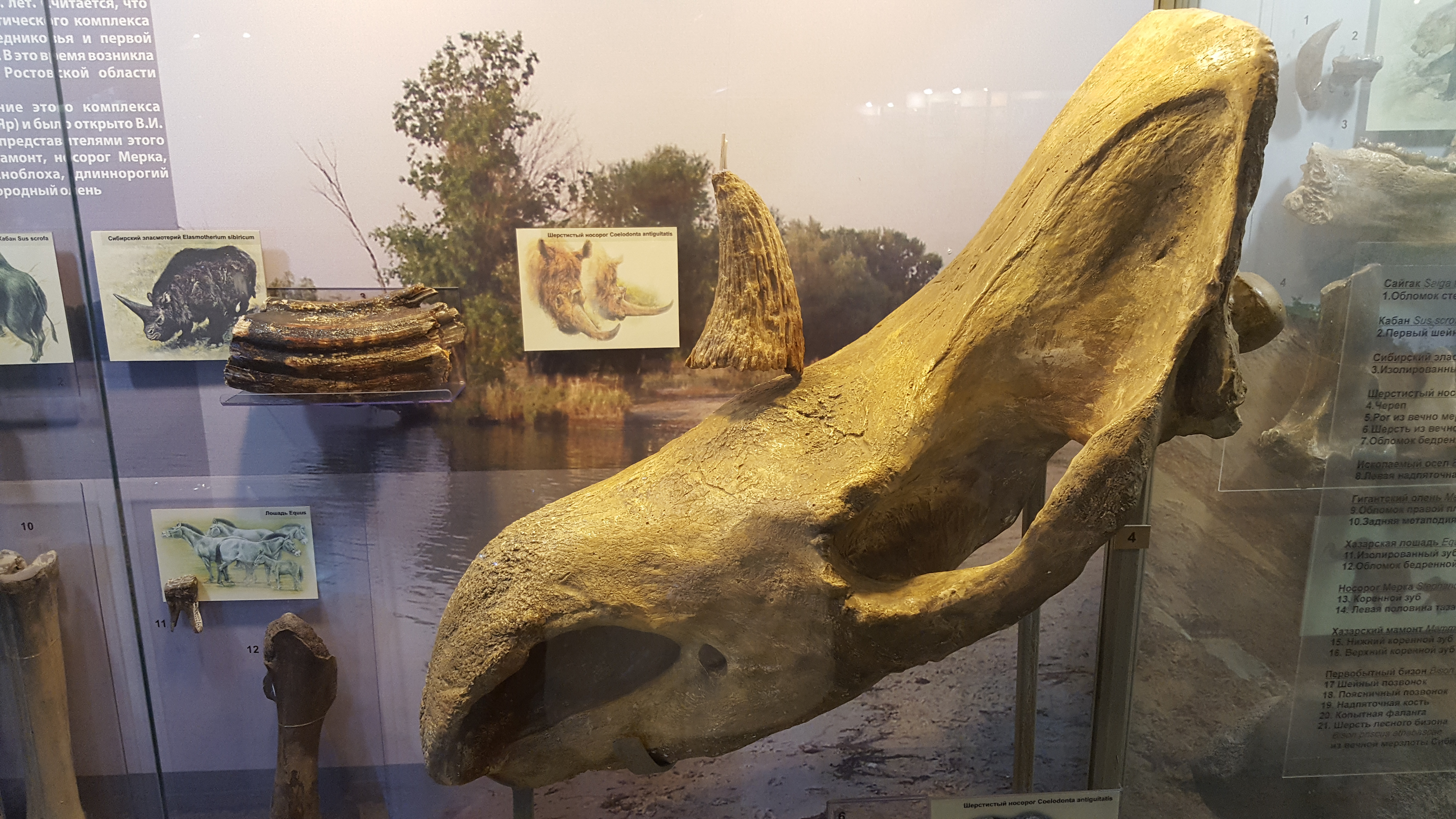
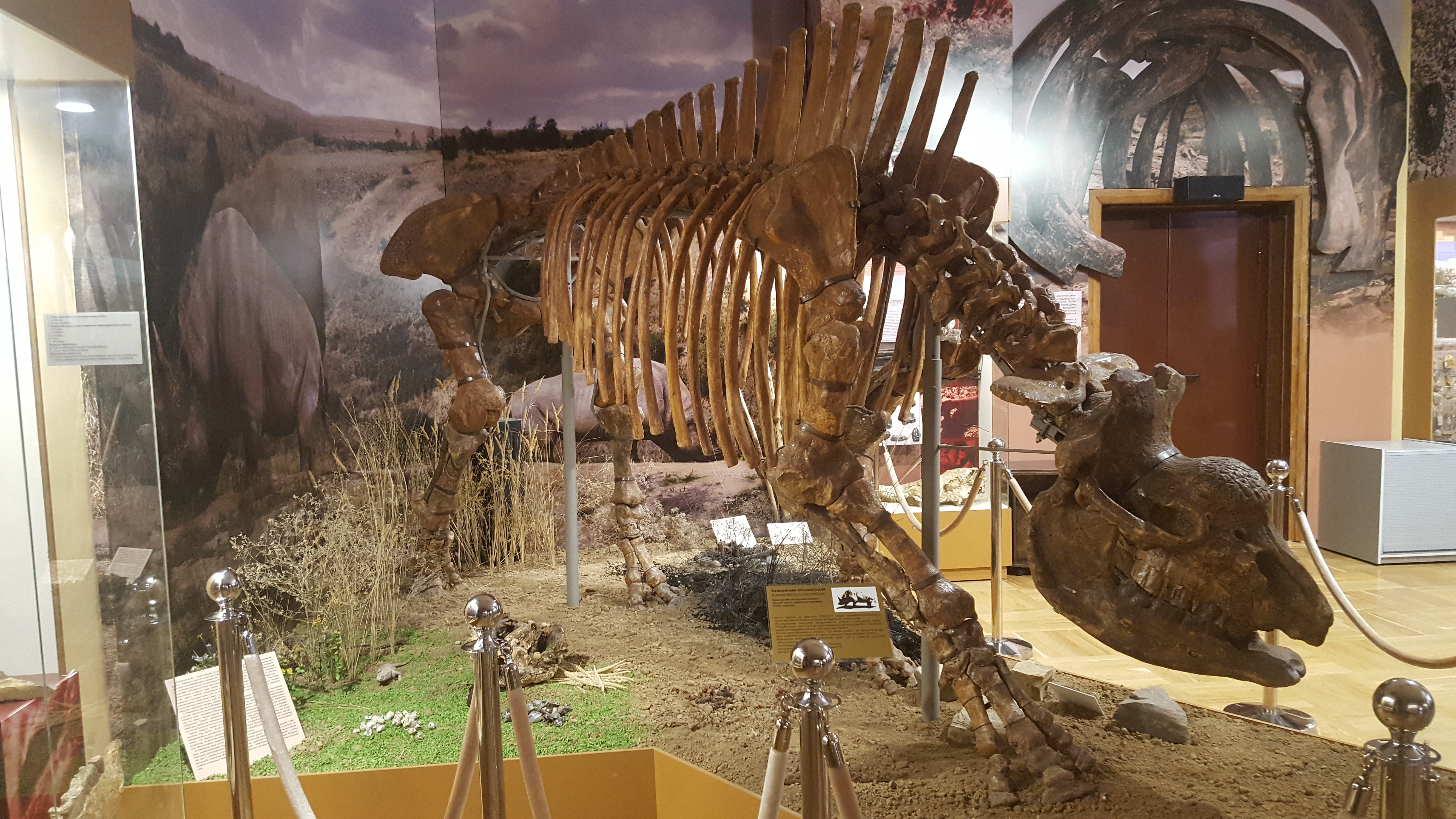
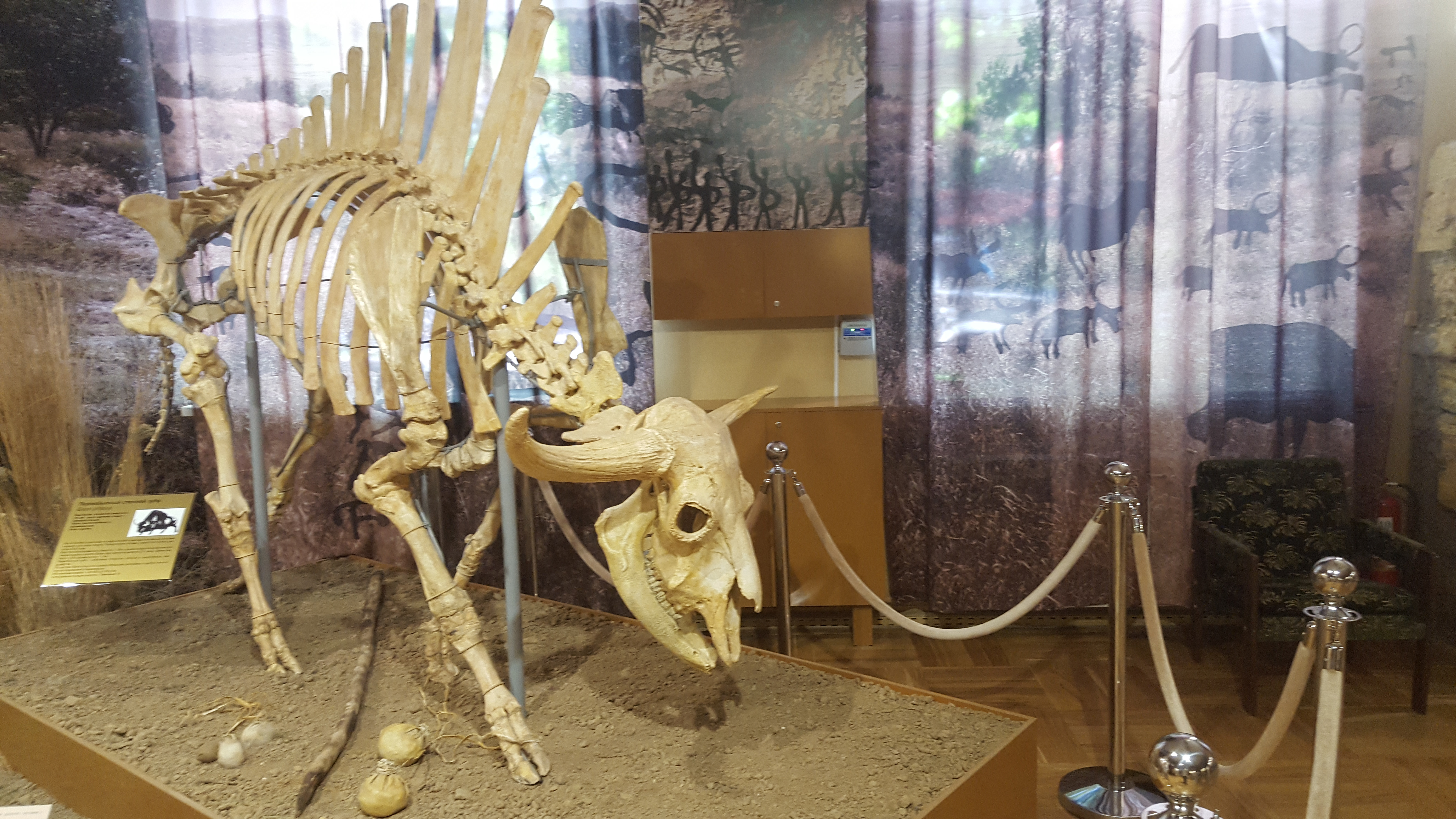
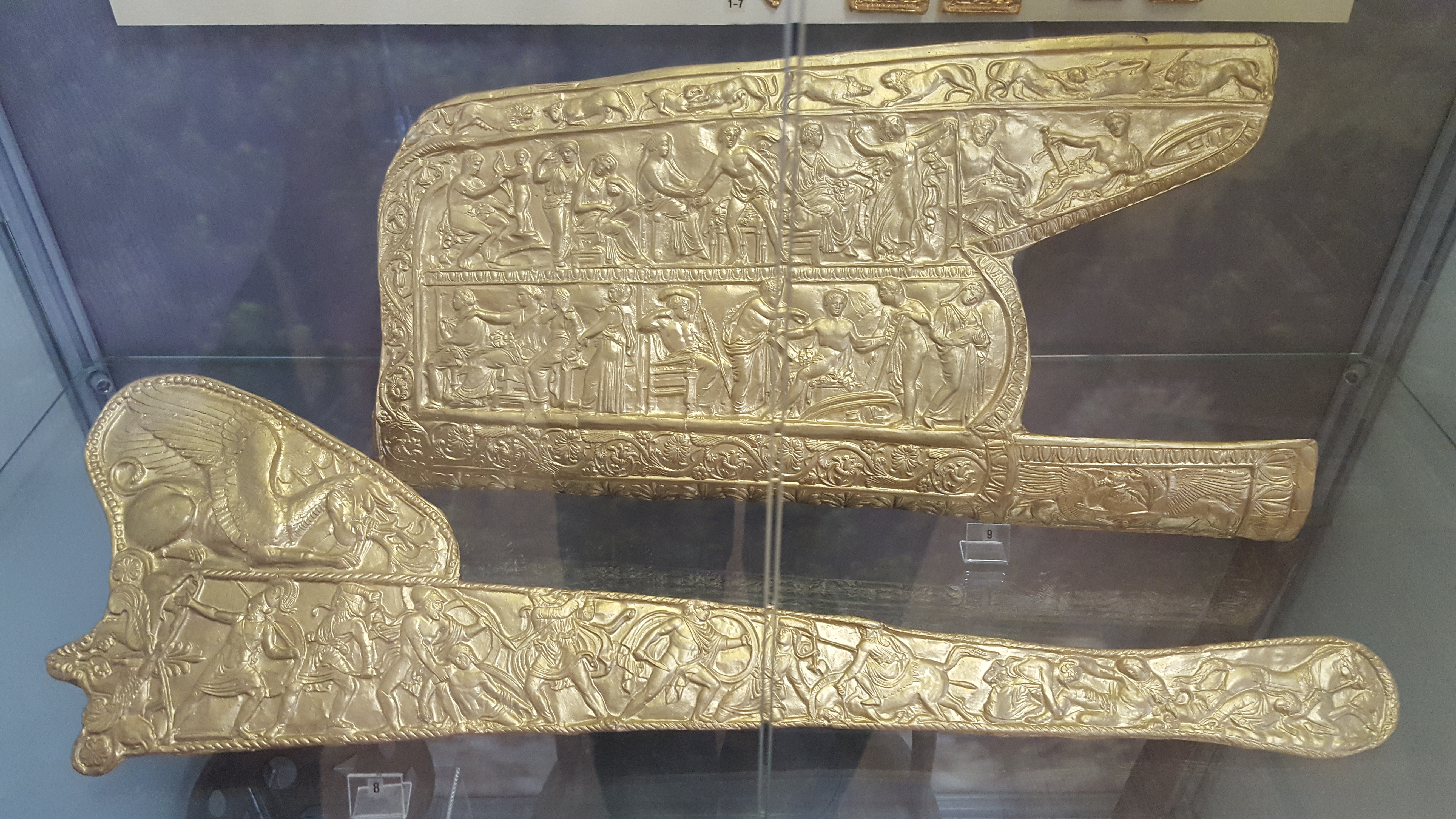
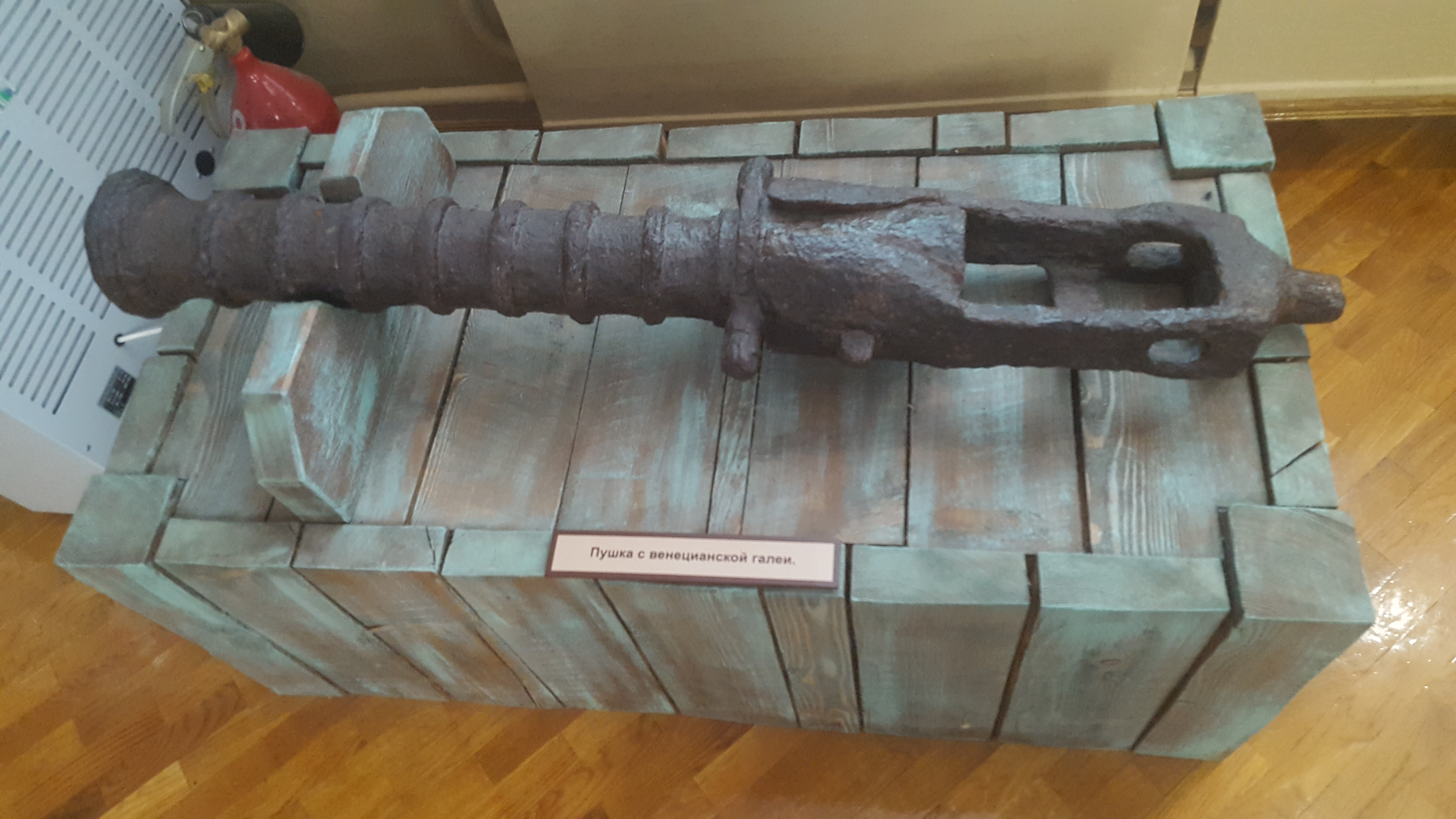
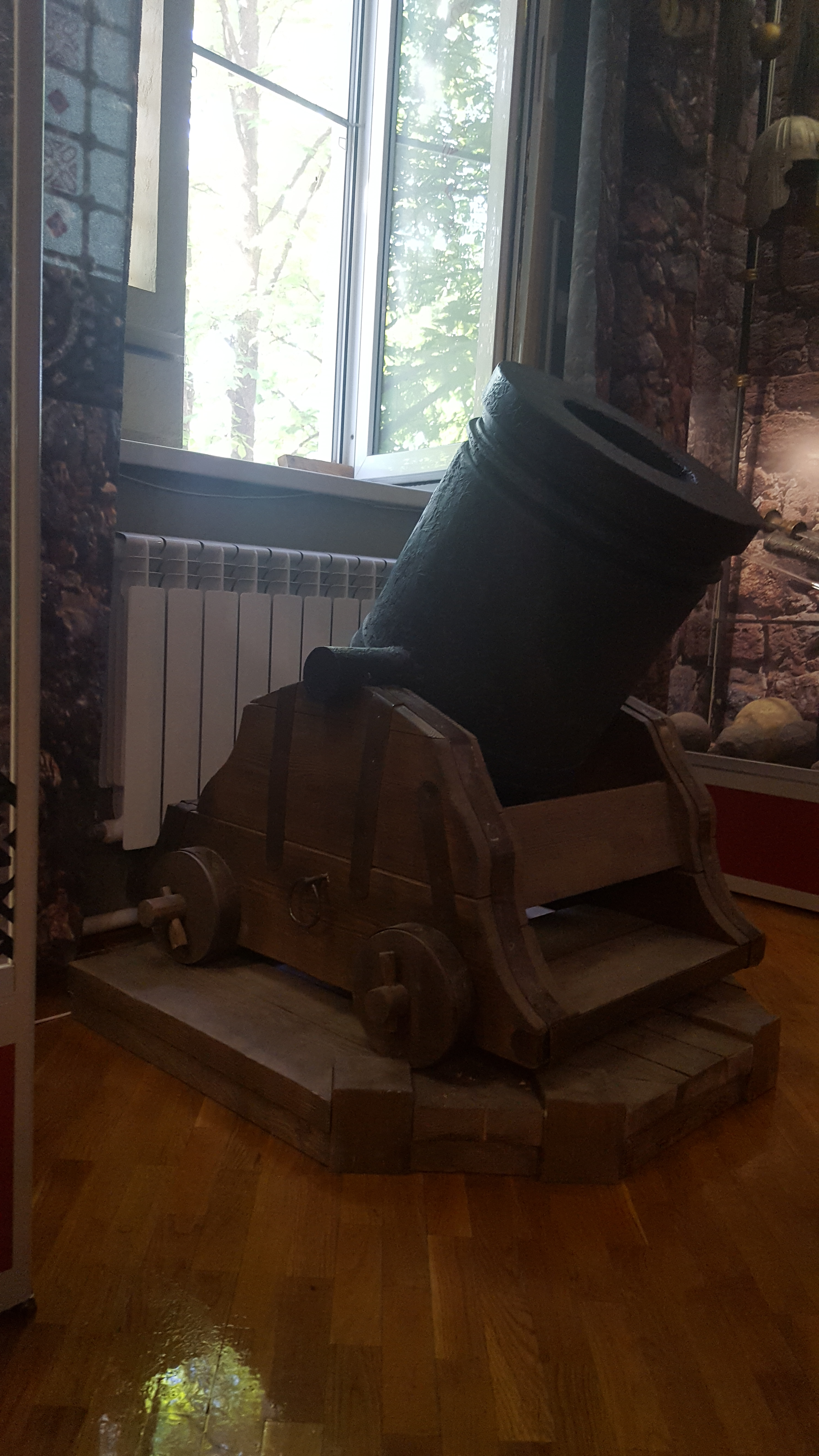
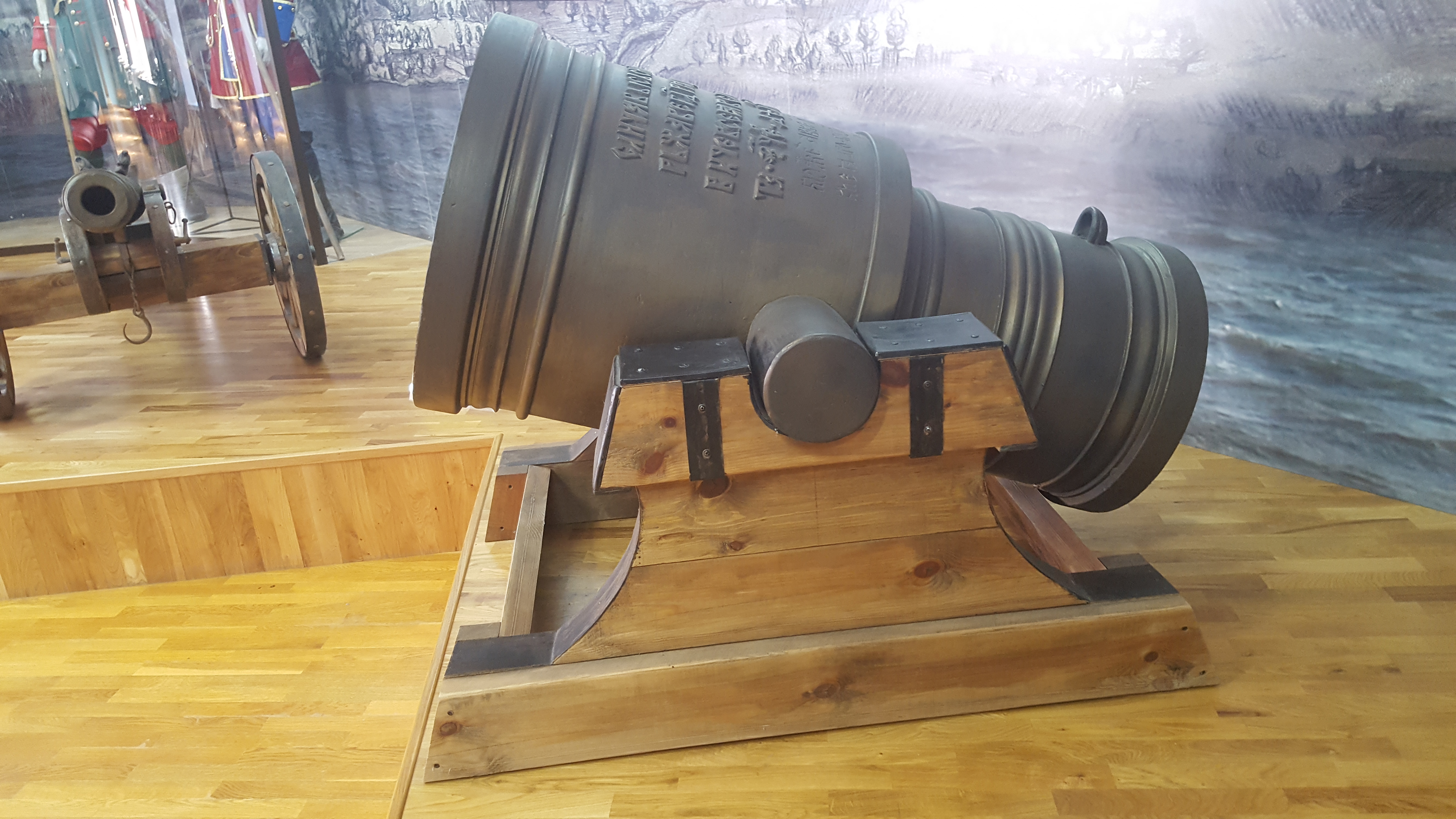
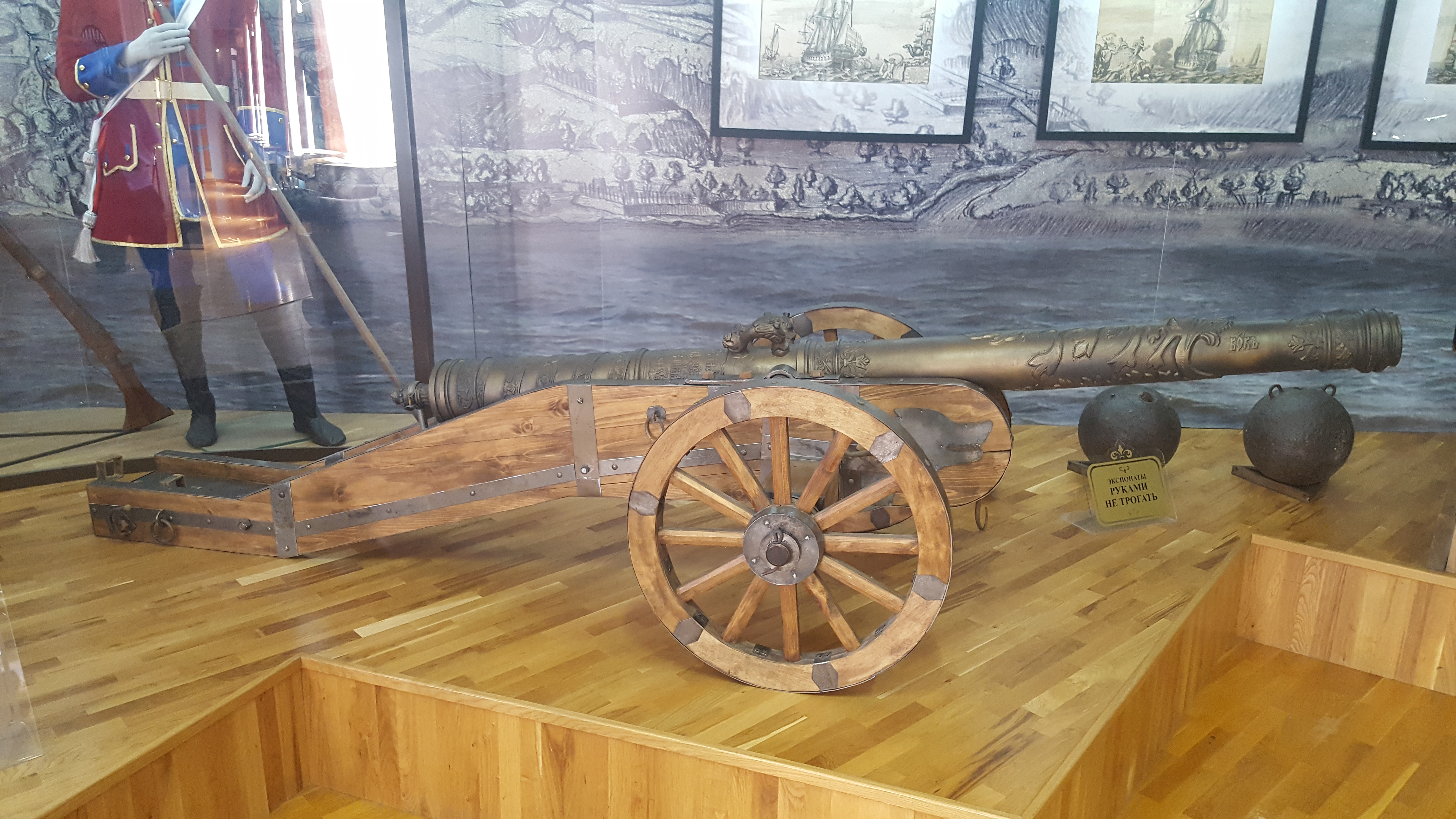
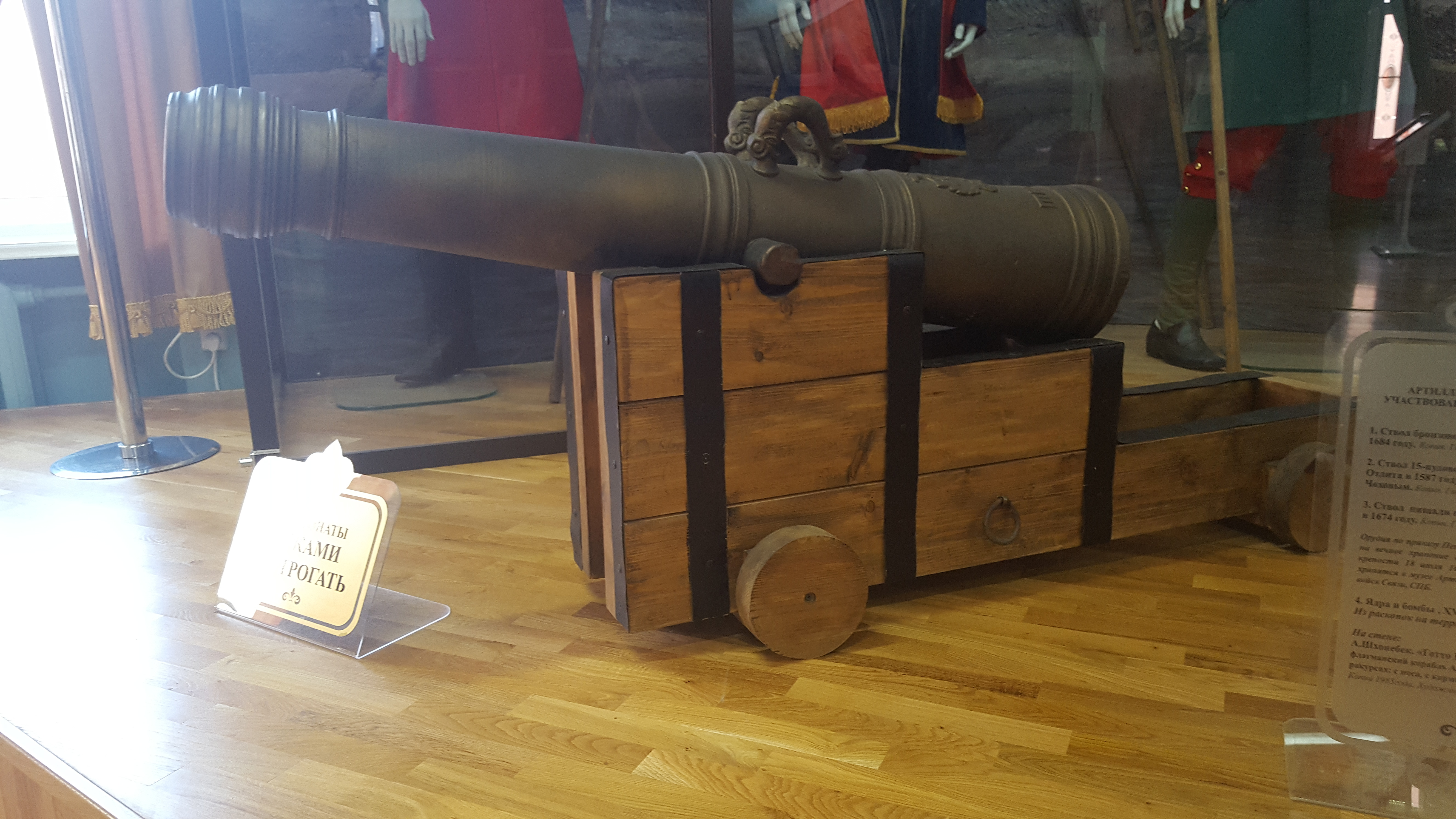
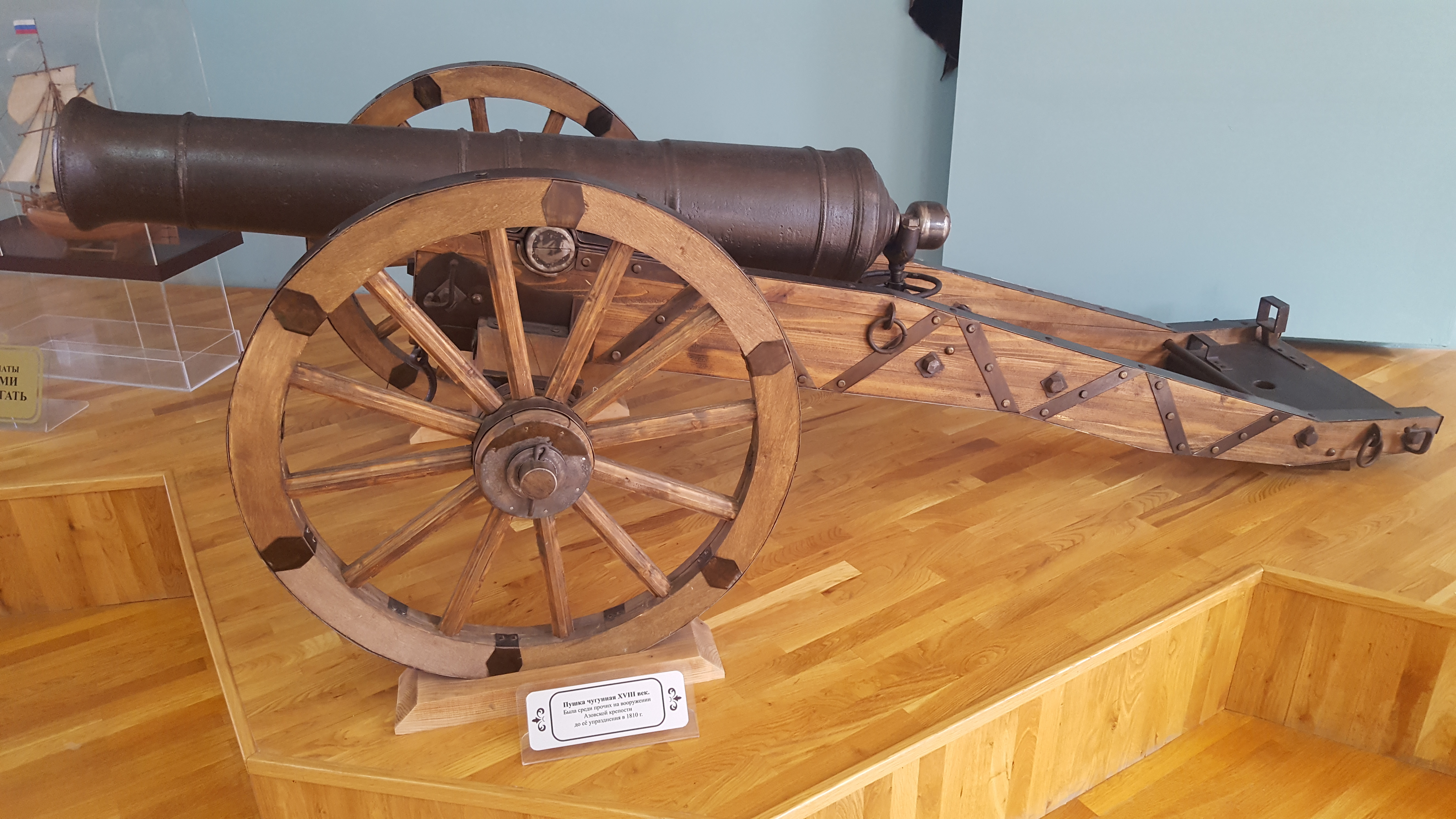
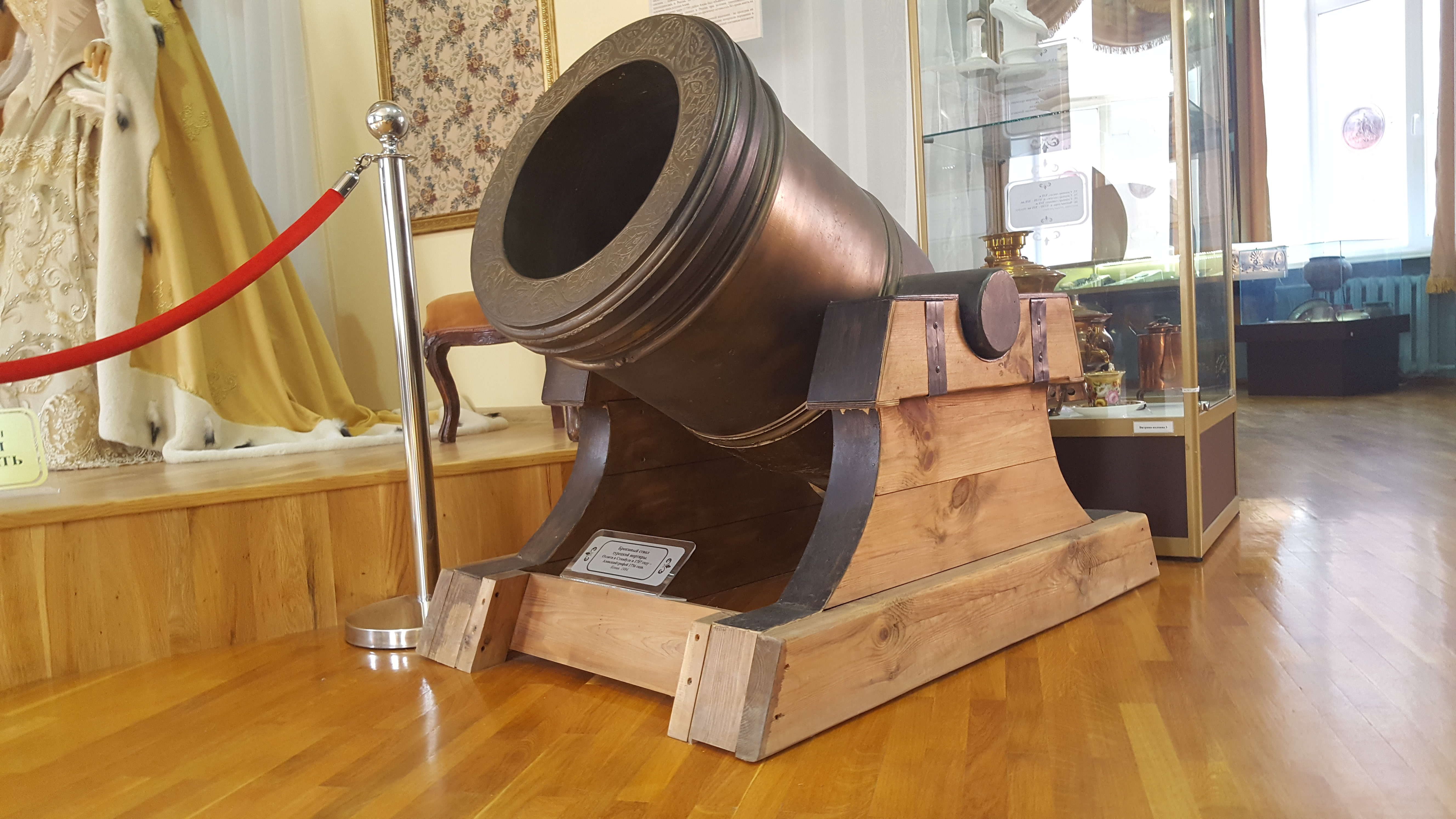
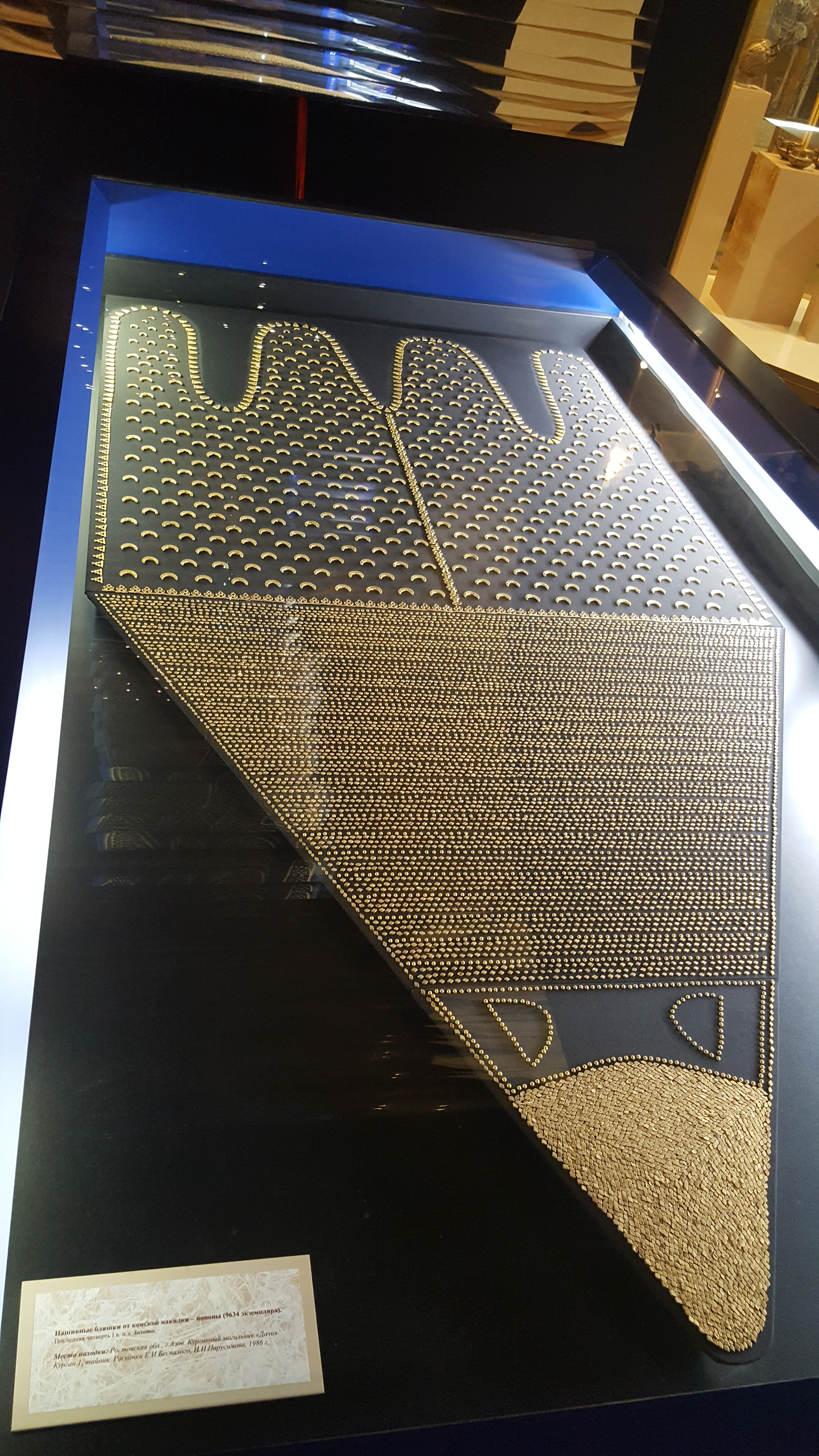